# Фабрика шећера (споменик)
Фабрика шећера, познатија као Стара шећерана је непокретно културно добро и споменик културе Града Београда. Налази се у Београду, на Општини Чукарица. Подигнута је у периоду од 1899. до 1901. године.
Налази се у северном делу просторно културно-историјске целине Топчидер, која је културно добро од изузетног значаја. Први је објекат ове врсте у Београду.

## Историјат
Изградњу фабрике омогућио је краљ Александар Обреновић, на основу Закона о потпомагању домаће индустрије из 1898. На оглас о изградњи си се јавили заинтересовани из Јапана, Белгије, Енглеске, Немачке и Аустрије.
Повластице за производњу шећера Србији су добили инвеститори из Немачке: Алфред Хаке, инжењер из Магдебурга, Јулијус Голдшмит, конзул и банкар из Лугсхафена, и Макс Вајншенк, индустријалац из Регензбурга, главни акционари велике фабрике шећера у Регензбургу. Они су у Београду основали предузеће под називом „Краљевско српска повлашћена фабрика шећера у Београду, Хаке, Голдшмит и Вајншенк”.
Фабрика шећера је била први објекат ове врсте у Београду. Када је израђена, фабрика се састојала од машинске хале, сушаре, чиновничких станова, зграде дирекције и зграде са радничким становима.
Као део индустријског комплекса фабрика је била један од центара синдикалне активности и окупљања радника у време најјачег деловања Српске социјалдемократске партије. Остала је позната по штрајку из 1907. године, који је угушен у крви, након интервенције полиције и војске, а по налогу Државног савета. Том приликом су смртно страдала четворица радника, а више њих је повређено.
Фабрика се налазила у власништву страног капитала од 1899. до 1918. године. Међутим, због нерентабилности је производни процес у фабрици заустављен 1902. На почетку Првог светског рата је била секвестрирана као непријатељска имовина, влада је намеравала да је прода 1923.
Током Првог светског рата шећерана фабрика је тешко оштећена. Након рата се налазила под управом Министарства правде све до 1925. године, када је заслугом свог првог директора инг. Боривоја Јовановића прешла у већинско државно власништво и добила назив „Државна фабрика шећера на Чукарици”. Инг. Боривоје Јовановић (1895-1944) - директор Државне фабрике шећера на Чукарици, такође је и оснивач и први технички управник фабрике шпирита и квасца. Студије технологије завршава на Сорбони у Паризу, а специјализацију у Прагу. Постаје први дипломирани технолог у тој области и своја знања доноси у Београд, преносећи и примењујући најсавременије технологије тога доба.
Фабрика шпирита и квасца, у оквиру Старе шећеране, изграђена је пред Други светски рат и пуштена у погон 1940. године. Најсавременија технологија примењивана је из Француске, а концепција изградње фабрике, основе грађевинског пројекта, машински пројекат и испорука уређаја била је од стране чешке фабрике Шкода.
Током бомбардовања Београда 1941. године, фабрика је поново оштећена, а за време повлачења непријатељских трупа и опљачкана. У међувремену је радила.
Од 1945. године до почетка деведесетих година 20. века се налазила у друштвеном власништву.
Године 1948. је добила назив Индустрија шећера и врења „Димитрије Туцовић”, у спомен на Димитрија Туцовића, главног идеолога и вође Српске социјалдемократске партије и једног од организатора великог штрајка радника фабрике 1907. године. У кругу фабрике је 1952. постављен његов споменику. Биста је међутим до данас нестала, а наместо ње је до данас остало само оскрнављено постоље.
У оквиру реконструкција у међуратном и послератном периоду уграђене су нове машине и дограђен је известан број објеката, што је довеле до одређених промена у првобитној архитектонској композицији комплекса.
Од 1969. године фабрика је била део Пољопривредног комбината Београд (ПКБ). Шећер се у овој фабрици производио све до 1983. године, после чега је производња пребачена у Падинску Скелу. Сви погони у фабрици, осим оних који су припали „Врењу” су напуштени, део опреме је пренет у нову фабрику, док је део распродат.
Трговински суд у Београду је 2007. покренуо стечајни подступак Фабрике и тада су сви запослени у фабрици добили отказ.
У делу комплекса у близини Аде Циганлије делимично раде производни погони „Врења”, предузећа  које се некада налазило у саставу шећеране, а затим је од ње одвојено.

## Изглед фабрике
Са становишта архитектонских вредности, поменути објекти представљају стандардне примере индустријске архитектуре са краја 19. века у северној и средњој Европи.
Својом архитектуром издваја се централни објекат, машинска хала, који је грађен у фугованој опеци, са карактеристичним боген-фризом испод крова.

## Позориште у Шећерани
Данас се у објектима и даље могу наћи трагови производње, помешани са новим начинима употребе комплекса. Јединственост комплекса примећена је још 1995. године када су чланови позоришта „Битеф театар” одлучили да у напуштеном делу Фабрике одрже изведбу представе „Сан летње ноћи”. Управо та изведба представља први покушај да Фабрика шећера не падне у заборав, као већина идустријских објеката на подручју Београда. Две године након прве изведбе отвара се позориште „КПГТ”. Уређење простора финансирало је Министарство културе.